# Зольникова, Наталья Дмитриевна
Ната́лья Дми́триевна Зольникова (8 апреля 1949, Томск, СССР — 9 апреля 2018, Новосибирск, Россия) — советский и российский историк, археограф, источниковед, доктор исторических наук (1991), специалист в области истории православной церкви и старообрядчества Сибири XVII—XX веков, общественного сознания, социальной истории Сибири конца XVII века; супруга академика Н. Н. Покровского.

## Биография
Родилась в семье историков, выпускников Томского государственного университета. Отец — Дмитрий Маркович Зольников (1919—2015), участник и инвалид Великой Отечественной войны, доктор исторических наук, профессор Новосибирского университета, мемуарист. Мать, Владлена Ивановна Зольникова (до замужества — Яковлева), кандидат педагогических наук, школьный учитель истории, преподаватель в военных вузах Новосибирска, была дочерью наркома финансов РСФСР В. Н. Яковлевой и наркома почт и телеграфов СССР И. Н. Смирнова. Перед войной, чтобы не попасть в детдом как дочь репрессированных, Владлена смогла добраться из Москвы до Мариинска, где отбывала ссылку её старшая сводная сестра Ирина.
В 1971 году окончила Новосибирский государственный университет. С 1977 года начала работу в Институте истории, филологии и философии СО АН СССР (с 2007 года — Институт истории СО РАН), где с 2002 года занимала должность главного научного сотрудника. Более десяти лет преподавала в Новосибирском университете.
Скончалась 9 апреля 2018 года. Похоронена на Южном кладбище.

## Научная деятельность
На основании массовых источников проанализировала историю взаимоотношений государства и Русской православной церкви в области сословной политики (кандидатская диссертация на тему «Сословные проблемы во взаимоотношениях церкви и государства в Сибири (XVIII в.)» утверждена ВАК 28 сентября 1979 года), реконструировала историю приходской православной общины Сибири XVIII века (докторская диссертация на тему «Сибирская приходская община в XVIII веке» утверждена ВАК 11 октября 1991 года), выявила биографии и творчество ряда выдающихся урало-сибирских крестьянских писателей-старообрядцев XX века, разработала неисследованную тему сохранения и модификации древнерусских политических и этических идей в православной рукописной традиции Урала и Сибири XX века.